# Friedrich Hartogs
Friedrich Moritz Hartogs (Bruxelles, 20 maggio 1874 – Monaco di Baviera, 18 agosto 1943) è stato un matematico tedesco, noto per i suoi risultati in teoria degli insiemi e in analisi complessa in più variabili.